# Benyúló
A benyúló a címerekben előforduló állatok, vagy emberek, esetleg tárgyak egyik póza. Olyan címerábra, mely a pajzs egyik oldalát, sarkát közvetlenül érintve vagy más címerábrából, általában felhőből kinyúlva jelenik meg, de nem teljes egészében, hanem csak bizonyos részében. Ez lehet kardot tartó emberi kar, mely sejtetni engedi, hogy a benyúló alak többi része mihez tartozik (katona, lantos stb.) vagy lehet egy állat nagy része, mely pl. felhőből ugrik elő. Ezen póz sajátossága, hogy azt sejteti, a címerábrák nem korlátozódnak a pajzsmezőre, hanem azon kívül is elhelyezkednek, sőt a
nagyobb, jelentősebb részük a pajzson kívülre esik.
Mivel egyes heraldikai rendszerekben, így pl. az angol heraldikában
a címerképek sohasem érinthetik a pajzs szélét (ami a mesteralkok egyik fő jellegzetessége), a benyúló pózt súlyos antiheraldikus vétségnek tekintik. Más rendszerekben viszont szervesen hozzátartozik a címerművészet hagyományaihoz. Ez a fajta ábrázolásmód a magyar heraldikában a leggyakoribb és annak egyik jellegzetessége, de előfordul a német heraldikában is.
Felhőből kinyúló kardot tartó kar van Bosznia címerében, mint a magyar korona egyik tartományának címere. Két "egymás fölött hullámzó folyam között jobbról egy benyúló könyöklő pánczélos kar, kivont kardot tartva" látható a Loncsárics család címerében. A báró Hellenbach család címerének jobb oldali mezőjében "jobbról egy kétfejű fekete sas nyúlik be, kiterjesztett szárnnyal, és mindkét fejével láthatólag…"

## Lásd még
előbukkanó